# 劳拉·迈斯特吉
劳拉·迈斯特吉（西班牙語：Laura Maiztegui，1978年9月21日—），阿根廷女子曲棍球运动员。她曾代表阿根廷国家队参加2000年夏季奥林匹克运动会曲棍球比赛，获得一枚银牌。